# Почётный академик ВРАЛ
Почётный академик ВРАЛ — антипремия, вручаемая «за выдающийся вклад в развитие и распространение лженауки и псевдонауки». Лауреаты премии объявляются почётными академиками ВРАЛ (вымышленной «ВРунической Академии Лженаук»), финалисты — членами-корреспондентами этой академии. Премия учреждена в 2016 году порталом Антропогенез.ру и фондом «Эволюция».
Организаторы премии подчёркивают её юмористический характер, в котором смех используется как оружие в борьбе с лженаукой.
Процедура присуждения предполагает выдвижение кандидатов любым желающим, из которых жюри отбирает самых выдающихся с последующим награждением в Московском институте стали и сплавов НИТУ «МИСиС».
Первая церемония награждения состоялась 2 октября 2016 года. 
Первыми действительными членами ВРАЛ стали Трофим Денисович Лысенко (посмертно), Джуна (посмертно) и Амвросий Амбруазович Выбегалло (виртуально).

## Структура ВРАЛ
Кандидатов в академики выбирают посредством интернет-голосования, проходящего в сообществах Антропогенез.ру в социальных сетях Фейсбук и ВКонтакте. В первом голосовании в 2016 году приняли участие около 5 тысяч человек, в 2017 году проголосовали около 50 тысяч пользователей.
Выдвигать кандидатуры могут все желающие. Тематика не имеет значения: фолк-хистори, любительская лингвистика, парапсихология, креационизм, антиГМО, ВИЧ-диссидентство или уфология и тому подобное.
Членом ВРАЛ может стать живой русскоязычный учёный, бизнесмен, журналист, писатель или представитель любой другой профессии — оценивается не его формальный статус, а реальный вклад в развитие и распространение лженаучных идей. Из участия в премии исключаются религиозные и политические деятели.
В 2021 году в связи особой популярностью медицинской тематики (начиная с 2018 года все победители так или иначе связаны с медициной) деятелей псевдомедицины, целителей, ковидоотрицателей и инставрачей выделили в отдельное направление, для чего была учреждена номинация АПЧХИ (Академия Превентивной ЧакроХирургии), победители которой получают статуэтку в виде золотой кофейной клизмы.
В 2023 году вручение премии за достижения в области гуманитарных лженаук было решено «отложить до более гуманных времён». Таким образом, было оставлено две номинации: естественнонаучная (ВРАЛ НАРАЕНЕ — Народная академия естественных наук Евразии) и медицинская (АПЧХИ).
В 2024 году была учреждена номинация для лженаучных проектов в сети — ОБЛВАН (Общественная Лига Виртуальной АнтиНауки).
Жюри премии назначается ежегодно решением организационного комитета форума «Учёные против мифов» и включает учёных, журналистов и популяризаторов науки. Председателем Организационного комитета является редактор портала Антропогенез.ру и популяризатор науки Александр Соколов.

## Концепция премии
Организаторы премии подчёркивают её юмористический характер. По словам Александра Соколова, «мы оставляем за собой право высказываться о деятелях лженауки так, как они этого заслуживают, — с иронией, с юмором. Наше оружие в борьбе с лженаукой — смех». При этом он считает, что премия — это вызов лжеучёным, «я точно знаю, что они в ярости от этого».

## Процедура присуждения

Пришелец со статуэткой «Грустный рептилоид» на вручении антипремии «Почётный академик ВРАЛ» в рамках научно-просветительского форума «Учёные против мифов — 8» 6 октября 2018, Москва, НИТУ «МИСиС»

- Первый этап (четвертьфинал). Все желающие предлагают кандидатуры, публикуя их в специально созданных обсуждениях. Оргкомитет премии подсчитывает количество предложений и формирует из них «лонг-лист» (отдельно для каждой номинации).
- Второй этап (полуфинал). В социальных сетях проводится голосование, по результатам которого определяются имена трех финалистов в каждой номинации, которые публикуются в сообществах и на сайте Антропогенез.ру.
- Выборы академика и церемония награждения проходят на форуме «Учёные против мифов». Члены жюри путём открытого голосования определяют победителя. Финалисты, занявшие 2-е и 3-е места, удостаиваются звания член-корреспондентов ВРАЛ, а победителю вручается диплом почётного академика Врунической академии лженаук и Большой приз — статуэтка «Грустный рептилоид». Академику медицинской номинации АПЧХИ — статуэтка «Кофейная клизма».
- Финалисты исключаются из конкурса на два года, академик — навсегда[2].

## Номинанты и лауреаты премии

Жюри антипремии «Почётный академик ВРАЛ-2018»

Первыми действительными членами ВРАЛ стали Трофим Денисович Лысенко (посмертно), Джуна (посмертно) и Амвросий Амбруазович Выбегалло (виртуально).
Легенда:
     — лауреаты премии, почётные академики ВРАЛ
     — финалисты премии, члены-корреспонденты ВРАЛ

### 2016
Первая церемония награждения проходила в рамках форума «Учёные против мифов — 2» в московском центре DI Telegraph 2 октября 2016 года.
- Алексей Бондарев (палеонтолог)
- Светлана Боринская (генетик, д. б. н.)
- Светлана Бурлак (лингвист, д. ф. н.)
- Алексей Водовозов (врач-токсиколог, медицинский журналист)
- Михаил Гельфанд (биоинформатик, д. б. н., к. ф.-м. н.)
- Наталья Дёмина (научный журналист)
- Станислав Дробышевский (антрополог, к. б. н.)
- Ирина Левонтина (филолог, к. ф. н.)
- Михаил Лидин (видеоблогер)
- Александр Панчин (биолог, к. б. н.)
- Михаил Родин (историк, научный журналист)

| Номинант                       | Описание | Примечания                        |
| ------------------------------ | --- | --------------------------------- |
| Гаряев Пётр Петрович           | Российский деятель псевдонауки, создатель псевдонаучной теории «волнового генома», согласно которой информация в ДНК содержится в виде волны (акустической, оптической или «торсионной»). Придерживается идей телегонии, часто выступает в СМИ и телешоу как эксперт от науки. |                                   |
| Ермакова Ирина Владимировна    | Советский и российский биолог, доктор биологических наук. Известна как автор встретивших серьёзную критику научного сообщества работ, в которых утверждается, что генетически-модифицированная соя негативно влияет на репродуктивные функции потребляющих её в пищу животных. Утверждает, что технология создания ГМО человечеству передана инопланетянами.                                                 | почётный академик ВРАЛ — 2016     |
| Задорнов Михаил Николаевич     | Советский и российский писатель-сатирик, драматург, юморист, актёр, также известный как автор многочисленных резко критикуемых научным сообществом гипотез в области этимологии русских слов и истории славянства. | финалист, член-корреспондент ВРАЛ |
| Клёсов Анатолий Алексеевич     | Советский и американский биохимик. Автор «ДНК-генеалогии», пропагандируемой им в качестве новой науки, изучающей миграции популяций и генетическую историю человечества. Утверждает, что Русская равнина является прародиной всего человечества. Вследствие некорректности теоретических основ концепция «ДНК-генеалогии», её методов и выводов, научным сообществом она была признана псевдонаучной.        |                                   |
| Мулдашев Эрнст Рифгатович      | Советский и российский хирург-офтальмолог, хирург высшей категории. Автор ряда псевдонаучных книг, газетных публикаций и фильмов на мистические темы. |                                   |
| Петрик Виктор Иванович         | Российский предприниматель, автор ряда лженаучных исследований (в том числе в области очистки воды). Приобрёл широкую известность в ходе «Петрикгейта». |                                   |
| Прокопенко Игорь Станиславович | Российский журналист, телеведущий, писатель и создатель развлекательных программ. Заместитель генерального директора по документальным и публицистическим проектам телекомпании «РЕН ТВ», семикратный лауреат премии ТЭФИ. Автор и продюсер проектов «Территория заблуждений», «Самые шокирующие гипотезы», «Военная тайна». Автор серии лженаучных книг, вышедших общим тиражом более 500 тыс. экземпляров. |                                   |
| Скляров Андрей Юрьевич         | Инженер-физик. Автор серии псевдоисторических книг и фильмов, сторонник гипотезы палеоконтакта. Основатель и ведущий автор интернет-портала «Лаборатория альтернативной истории». |                                   |
| Фоменко Анатолий Тимофеевич    | Советский и российский математик, академик РАН. Автор псевдонаучной теории радикального пересмотра всемирной истории «Новой хронологии». | финалист, член-корреспондент ВРАЛ |
| Чудинов Валерий Алексеевич     | Советский и российский философ, доктор философских наук, профессор. Автор псевдонаучных теорий и публикаций в области древнерусской истории и лингвистики. Утверждает, что славянская ведическая цивилизация возникла задолго до всех прочих известных цивилизаций, а Русский язык был первым языком планеты. «Обнаружил» следы славянской письменности на Солнце.                                           |                                   |

### 2017
Вторая церемония награждения проходила в рамках форума «Учёные против мифов — 5» на площадке НИТУ «МИСиС» 21 октября 2017 года.
- Светлана Боринская (генетик, д. б. н.),
- Светлана Бурлак (лингвист, д. ф. н.),
- Марина Бутовская (антрополог, д. и. н.),
- Наталья Дёмина (научный журналист),
- Станислав Дробышевский (антрополог, к. б. н.),
- Николай Дронин (географ, к. г. н.),
- Михаил Гельфанд (биоинформатик, д. б. н., к. ф.-м. н.),
- Андрей Кизилов (экспериментатор, к. пед. н.),
- Михаил Лидин (видеоблогер),
- Александр Панчин (биолог, к. б. н.),
- Михаил Родин (историк, научный журналист),
- Пётр Талантов (основатель фонда «Эволюция»),
- Борис Штерн (физик, д. ф.-м. н.).

| Номинант                                        | Формулировка | Примечания |
| ----------------------------------------------- | --- | --- |
| Алфеев Григорий Валериевич (Митрополит Иларион) | Богослов, председатель диссертационного совета по теологии. Внёс неоценимый вклад в появление кафедр теологии в российских ВУЗах. Сторонник обязательного преподавания религии с 1 по 11 класс. Развивает научный метод, основанный на личностном опыте веры. | почётный академик ВРАЛ — 2017; премия присуждена с формулировкой «За неоценимый вклад во внедрение теологии в российскую систему образования» |
| Глоба Павел Павлович                            | Советский и российский астролог. Президент Ассоциации Авестийской Астрологии, ректор Астрологического института. | |
| Жданов Владимир Георгиевич                      | Собриолог, конспиролог, телегонщик и целитель. Борец с мировым закулисьем и насаждаемыми им алкоголизмом и курением. Академик РАЕН | |
| Катющик Виктор Григорьевич                      | Российский физик. Направления исследований: свойства материи, технологии НЛО, гравитация, искусственный интеллект, бестопливная энергетика. Автор «Адекватной теории гравитации» | |
| Клёсов Анатолий Алексеевич                      | Советский и американский биохимик. Автор «ДНК-генеалогии», пропагандируемой им в качестве новой науки, изучающей миграции популяций и генетическую историю человечества. Утверждает, что Русская равнина — прародина человечества. Вследствие некорректности теоретических основ «ДНК-генеалогии», её методов и выводов, эта концепция признана научным сообществом псевдонаучной                            | |
| Ковех Ольга Григорьевна                         | Терапевт, главный врач ВИЧ-диссидентских групп и сообществ. Отрицает ВИЧ, вирусный гепатит, пневмоцисту, а также пользу вакцинации («ибо вакцины — это клеточный яд»). Лично консультирует ВИЧ-положительных людей по вопросам здоровья в ВИЧ-диссидентских группах | финалист, член-корреспондент ВРАЛ |
| Прокопенко Игорь Станиславович                  | Российский журналист, телеведущий, писатель и создатель развлекательных программ. Заместитель генерального директора по документальным и публицистическим проектам телекомпании «РЕН ТВ», семикратный лауреат премии ТЭФИ. Автор и продюсер проектов «Территория заблуждений», «Самые шокирующие гипотезы», «Военная тайна». Автор серии лженаучных книг, вышедших общим тиражом более 500 тысяч экземпляров | финалист, член-корреспондент ВРАЛ |
| Савельев Сергей Вячеславович                    | Доктор биологических наук. Призывает сортировать людей в соответствии с индивидуальным строением их мозга. Называет исследования в области генетики и клонирования проявлениями научно-религиозного фанатизма. Высказывания и книги Сергея Савельева неоднократно критиковались специалистами за большое количество фактических ошибок и некорректность выводов                                              | |
| Тюрин Анатолий Матвеевич                        | Заведующий лабораторией геологии и геофизики ОО «ВолгоУрал-НИПИгаз», кандидат геолого-минералогических наук. Сторонник лженаучной «Новой Хронологии». Автор множества наукообразных статей, охватывающих широкий круг тем: от лингвистики до популяционной генетики | |
| Эпштейн Олег Ильич                              | Фармаколог, гомеопат, член-корреспондент РАН по отделению физиологии, генеральный директор компании «Материа Медика Холдинг», производящей разнообразные гомеопатические средства («Анаферон», «Импаза» и др.), автор множества гомеопатических патентов и монографий | |

По завершении церемонии голосования членом жюри Михаилом Гельфандом было предложено общим голосованием учредить звание Профессора ВРАЛ и присвоить его Владимиру Мединскому. Предложение было поддержано единогласно.

### 2018
Третья церемония вручения антипремии «Почётный академик ВРАЛ» прошла 6 октября 2018 г. в Москве на площадке НИТУ «МИСиС» в рамках научно-просветительского форума «Учёные против мифов-8».
- Светлана Бурлак — лингвист (специалист по тохарским языкам), д-р филол. наук, профессор РАН, ведущий научный сотрудник Института востоковедения РАН, автор научно-популярной книги «Происхождение языка».
- Алексей Водовозов — научный журналист, врач-терапевт высшей квалификационной категории, токсиколог, в прошлом — военный врач, подполковник медицинской службы запаса, автор научно-популярной книги «Пациент разумный. Ловушки „врачебной“ диагностики, о которых должен знать каждый».
- Андрей Воронин — физик, канд. физ.-мат. наук, директор Центра стратегических инициатив НИТУ «МИСиС».
- Игорь Дмитриев — химик, историк науки, д-р хим. наук, профессор кафедры философии науки и техники философского факультета Санкт-Петербургского государственного университета, директор Музея-архива Д. И. Менделеева СПбГУ.
- Станислав Дробышевский — антрополог, канд. биол. наук, доцент кафедры антропологии биологического факультета МГУ, научный редактор интернет-портала «Антропогенез.ру», лауреат премии «За верность науке» (2017), финалист премии «Просветитель» (2017), автор научно-популярной литературы («Байки из Грота», двухтомная монография «Достающее звено») и учебных пособий для студентов.
- Ярослав Кузьмин — географ, д-р геогр. наук, ведущий научный сотрудник Лаборатории геоинформационных технологий и дистанционного зондирования Института геологии и минералогии им. В. С. Соболева СО РАН.
- Игорь Курукин — историк (специалист по истории России XVII—XVIII веков), д-р ист. наук, доцент, автор нескольких научно-популярных книг из серии «Жизнь замечательных людей».
- Максим Лебедев — египтолог, канд. ист. наук, старший научный сотрудник Института востоковедения РАН, автор монографии «Слуги фараонов вдали от Нила: развитие контактов древнеегипетской цивилизации с окружающими областями в эпоху Древнего и Среднего царств».
- Михаил Никитин — биолог, научный сотрудник отдела эволюционной биохимии Научно-исследовательского института физико-химической биологии им. Белозерского, автор научно-популярной книги «Происхождение жизни: от туманности до клетки».
- Александр Панчин — биоинформатик, канд. биол. наук, старший научный сотрудник Института проблем передачи информации им. А. А. Харкевича РАН, член Комиссии РАН по борьбе с лженаукой, автор научно-популярной и фантастической литературы.
- Ксения Самойленко — научный журналист, сотрудник проекта «ПостНаука».
- Никита Соколов — историк, публицист (специалист по вопросам формирования общественного сознания), канд. ист. наук, заместитель исполнительного директора Президентского фонда Б. Н. Ельцина по научной работе.
- Владимир Сурдин — астроном, канд. физ.-мат. наук, доцент физического факультета МГУ, старший научный сотрудник Государственного астрономического института им. П. К. Штернберга, лауреат премии «Просветитель» (2012), автор и редактор-составитель научно-популярной литературы.

Сведения о номинантах:
| Номинант                       | Описание (по версии организаторов антипремии) | Примечания                                |
| ------------------------------ | --- | ----------------------------------------- |
| Гаряев Пётр Петрович           | Российский деятель псевдонауки. Создатель псевдонаучной теории «волнового генома», согласно которой информация в ДНК содержится в виде волны (акустической, оптической или «торсионной»). Придерживается идей телегонии, часто выступает в СМИ и телешоу как эксперт от науки. |                                           |
| Катющик Виктор Григорьевич     | Российский физик. Направления исследований: свойства материи, технологии НЛО, гравитация, искусственный интеллект, бестопливная энергетика. Автор «Адекватной теории гравитации». |                                           |
| Клёсов Анатолий Алексеевич     | Советский и американский биохимик. Автор «ДНК-генеалогии», пропагандируемой им в качестве новой науки, изучающей миграции популяций и генетическую историю человечества. Утверждает, что Русская равнина — прародина человечества. Вследствие некорректности теоретических основ «ДНК-генеалогии», её методов и выводов, эта концепция признана научным сообществом псевдонаучной. |                                           |
| Понасенков Евгений Николаевич  | Автор нескольких работ о наполеоновских войнах в жанре скандальной публицистики, в том числе — книги с говорящим названием «Первая научная история войны 1812 года», в которых обвиняет научных оппонентов в политической ангажированности и замалчивании правды. | Финалист; член-корреспондент ВРАЛ         |
| Пыжиков Александр Владимирович | Доктор исторических наук. Выступает с идеей украинско-польского ига, под которым Россия якобы жила сотни лет. Проводит прямую аналогию между староверами и большевиками. |                                           |
| Савельев Сергей Вячеславович   | Доктор биологических наук. Призывает сортировать людей в соответствии с индивидуальным строением их мозга. Называет исследования в области генетики и клонирования проявлениями научно-религиозного фанатизма. Высказывания и книги Сергея Савельева неоднократно критиковались специалистами за большое количество фактических ошибок и некорректность выводов.                   | финалист; член-корреспондент ВРАЛ         |
| Стерлигов Герман Львович       | Бизнесмен. Основатель проекта «Слобода», пропагандирующего радикальный экологический образ жизни. Считает театр и кино школой дьявола. Враждебно относится к науке, призывает уничтожать учёных. | финалист; член-корреспондент ВРАЛ         |
| Сундаков Виталий Владимирович  | По собственным словам, «первый в России эксперт по выживанию». Утверждает, что официальная история лжёт: призвания варягов не было, китайскую стену строили русские, общепринятая хронология — ошибочна, а русский язык намного древнее, чем кажется. |                                           |
| Чудинов Валерий Алексеевич     | Советский и российский философ, доктор философских наук, профессор. Автор псевдонаучных теорий и публикаций в области древнерусской истории и лингвистики. Утверждает, что славянская ведическая цивилизация возникла задолго до всех прочих известных цивилизаций, а первым языком планеты был русский. Находит следы славянской письменности даже на Солнце.                     |                                           |
| Эпштейн Олег Ильич             | Фармаколог, гомеопат, член-корреспондент РАН по отделению физиологии, генеральный директор компании «Материа Медика Холдинг», производящей разнообразные гомеопатические средства («Анаферон», «Импаза» и др.), автор множества гомеопатических патентов и монографий. | Победитель; почётный академик ВРАЛ — 2018 |

### 2019
Четвёртая церемония вручения антипремии «Почётный академик ВРАЛ» прошла 19 октября 2019 г. в Москве на площадке НИТУ «МИСиС» в рамках научно-просветительского форума «Учёные против мифов-11».
- Дмитрий Баюк — историк науки, переводчик, научный журналист, канд. физ.-мат. наук, старший научный сотрудник сектора истории физики и механики Института истории естествознания и техники им. С. И. Вавилова РАН, заместитель главного редактора академического журнала «Вопросы истории естествознания и техники».
- Светлана Бурлак — лингвист (специалист по тохарским языкам), д-р филол. наук, профессор РАН, ведущий научный сотрудник Института востоковедения РАН, автор научно-популярной книги «Происхождение языка».
- Дмитрий Вибе — астроном, популяризатор науки, д-р физ.-мат. наук, профессор РАН, заведующий отделом физики и эволюции звёзд Института астрономии РАН, член редакционной коллегии научно-популярного журнала РАН «Природа».
- Михаил Гельфанд — биоинформатик, д-р биол. наук, канд. физ.-мат. наук, профессор, руководитель магистерской программы «Биотехнологии» Сколковского института науки и технологий (СколТех), заместитель директора Института проблем передачи информации РАН.
- Станислав Дробышевский — антрополог, канд. биол. наук, доцент кафедры антропологии биологического факультета МГУ, научный редактор интернет-портала «Антропогенез.ру», лауреат премии «За верность науке» (2017), финалист премии «Просветитель» (2017), автор научно-популярной литературы («Байки из Грота», двухтомная монография «Достающее звено») и учебных пособий для студентов.
- Фёдор Катасонов — врач-педиатр, автор телеграм-канала «Федиатрия», автор научно-популярной книги «Федиатрия. Нетревожный подход к ребёнку».
- Владимир Круглов — историк, канд. ист. наук, научный сотрудник Института российской истории РАН, редактор журнала «Российская история».
- Василий Новиков — археолог, канд. ист. наук, руководитель отряда объединённой Смоленской экспедиции на территории Гнездовского комплекса.
- Владимир Петров — радиохимик, канд. хим. наук, доцент кафедры радиохимии химического факультета МГУ, заведующий лабораторией дозиметрии и радиоактивности окружающей среды МГУ.
- Александр Сыроватко — археолог (специалист по эпохе викингов и тёмных веков на территории современной России), канд. ист. наук, директор Коломенского археологического центра.
- Пётр Талантов — врач по образованию (ординатура по специальности «эндокринология»), научный журналист, член Комиссии РАН по противодействию фальсификации научных исследований, лауреат премии «Просветитель» (2019), автор научно-популярной книги «0,05. Доказательная медицина от магии до поисков бессмертия».
- Илья Ясный — фарм-эксперт, канд. хим. наук, руководитель научной экспертизы Inbio Ventures.

Сведения о номинантах:
| Номинант                       | Описание (по версии организаторов антипремии) | Примечания                                |
| ------------------------------ | --- | ----------------------------------------- |
| Виноградов Михаил Викторович   | Психиатр-криминалист, доктор медицинских наук, профессор психиатрии, создатель и руководитель «Центра правовой и психологической помощи в экстремальных ситуациях», предоставляющего такие услуги как «ясновидение», «предсказания» и «аурология». Эксперт телевизионного проекта «Битва экстрасенсов» (2007—2010). |                                           |
| Гаряев Пётр Петрович           | Кандидат биологических наук, академик общественных организаций РАЕН и РАМТН. Создатель теории волнового генома, согласно которой информация в ДНК содержится в виде волны (акустической, оптической или «торсионной»). Придерживается идей телегонии, часто выступает в СМИ и телешоу как эксперт от науки. Утверждает, что волнами с закодированной информацией можно лечить от СПИДа, рака и других болезней. |                                           |
| Дугин Александр Гельевич       | Философ, политолог, переводчик, социолог и общественный деятель. Кандидат философских наук, доктор политических наук, доктор социологических наук. Автор ряда книг, пропитанных иррационализмом, агрессивной конспирологией и враждебностью к науке. Автор Четвёртой политической теории, которая, по его мнению, должна быть следующим шагом в развитии политики после первых трёх: либерализма, социализма и фашизма. |                                           |
| Жданов Владимир Георгиевич     | Российский общественный деятель, председатель «Союза борьбы за народную трезвость». Академик РАЕН. Борец с мировым закулисьем и насаждаемыми им алкоголизмом и курением. Не имеет ни биологического, ни медицинского образования. Получил известность благодаря лекциям о вреде алкоголя, в которых пропагандирует лженаучные идеи (собриология), тесно переплетенные с конспирологическими теориями. Кроме того, основными темами лекций Жданова являются телегония, восстановление зрения по методу Бейтса, пропаганда раздельного питания и гомеопатии. |                                           |
| Зубарева Наталья Александровна | Инстаграм-блогер (на конец 2019 года — 2,5 млн подписчиков), врач-терапевт, кардиолог, называющая себя также эндокринологом, диетологом, детским диетологом и спортивным нутрициологом. Автор лженаучных книг, продающихся огромными тиражами. Основатель академии @zubareva_online. Без устали рассказывает о таких опасностях, как дырявый кишечник, токсичные дезодоранты, зубная паста и пластиковая посуда. Предлагает спасение с помощью пищевых добавок, которые нужно купить на iHerb с помощью промокода Натальи и авторских диет, созданных на основе анализа волос.                                                                                       | Победитель; почётный академик ВРАЛ — 2019 |
| Клёсов Анатолий Алексеевич     | Биохимик, доктор химических наук. Автор ДНК-генеалогии, пропагандируемой им в качестве новой науки, изучающей миграции популяций и генетическую историю человечества. Вследствие некорректности теоретических основ ДНК-генеалогии, её методов и выводов, эта концепция признана научным сообществом псевдонаучной. Утверждает, что Русская равнина — прародина человечества. Является автором публикаций о предполагаемом праславянском происхождении тех народов, которых он называет «легендарными ариями». Оперирует понятием «научный патриотизм», обвиняя оппонентов в замалчивании в научных исследованиях исторической роли русских и других славян.         |                                           |
| Кунгуров Алексей Иванович      | Альтернативный историк, конспиролог, отставной военный (майор). Автор серии видео «Искажение истории — способ управления сознанием», в которых утверждает, что в начале XIX века была ядерная война, средневековые доспехи невозможно сделать без кузнечно-прессового оборудования, атланты Эрмитажа сделаны из геополимерного бетона, до XX века в мире не было других государств, кроме государства Общероссийского и т. п. |                                           |
| Милованов Роман                | Блогер (230 тыс. подписчиков в YouTube, 81 тыс. подписчиков в Instagram). Сыроед, антипрививочник, ВИЧ-диссидент, плоскоземелец. Рассказывает своим подписчикам о том, как жить и питаться правильно, попутно пропагандируя конспирологические теории: в коровьем молоке содержится гной, мясо вызывает рак, в больницах людей убивают, прививки — зло, кругом — обман, а Земля — плоская. |                                           |
| Стариков Николай Викторович    | Общественный деятель, публицист и писатель. Не имея профильного образования, написал 19 книг по истории, политологии, экономике и геополитике. Пропагандирует конспирологические теории заговора Запада (США и Великобритании) против России. Во всех бедах обвиняет англосаксов, развязавших мировые войны, подстроивших Октябрьскую революцию, организовавших финансовый кризис и т. д. | Финалист; член-корреспондент ВРАЛ         |
| Филатова Екатерина Юрьевна     | Инстаграм-блогер (более 400 тыс. подписчиков), натуропат и нутрициолог, пропагандирующая альтернативную медицину, отказ от прививок и традиционного лечения заболеваний. Живёт за пределами России, медицинского образования не имеет. Представляет себя универсальным специалистом, который даёт авторитетные советы по лечению и отменяет назначения врачей. Призывает онкобольных отказаться от химиотерапии, а инфекционных больных — от антибиотиков. Прописывает кофейные клизмы, гомеопатию и лошадиные дозы витамина С. В своем блоге опубликовала «Разговор с Раком», в котором задает вопросы страшной болезни напрямую — и получает красноречивые ответы. | Финалист; член-корреспондент ВРАЛ         |

### 2020
Пятая церемония вручения антипремии «Почётный академик ВРАЛ» прошла 1 ноября 2020 г. в Москве на площадке НИТУ «МИСиС» в рамках научно-просветительского форума «Учёные против мифов-13».
- Светлана Бурлак — лингвист (специалист по тохарским языкам), д-р филол. наук, профессор РАН, ведущий научный сотрудник Института востоковедения РАН, автор научно-популярной книги «Происхождение языка».
- Михаил Гельфанд — биоинформатик, д-р биол. наук, канд. физ.-мат. наук, профессор, руководитель магистерской программы «Биотехнологии» Сколковского института науки и технологий (СколТех), заместитель директора Института проблем передачи информации РАН.
- Елена Наймарк — палеонтолог, д-р биол. наук, ведущий научный сотрудник Палеонтологического института им. А. А. Борисяка РАН.
- Лейла Намазова-Баранова — ученый-медик (специалист в области детской клинической аллергологии), д-р мед. наук, профессор, академик РАН, председатель Исполнительного комитета Союза педиатров России.
- Владимир Петров — радиохимик, канд. хим. наук, доцент кафедры радиохимии химического факультета МГУ, заведующий лабораторией дозиметрии и радиоактивности окружающей среды МГУ.
- Ольга Сварник — нейрофизиолог, канд. психол. наук, старший научный сотрудник лаборатории психофизиологии им. В. Б. Швыркова Института психологии РАН.
- Юрий Селезнёв — историк, д-р ист. наук, доцент кафедры истории России Воронежского государственного университета.
- Юрий Сиволап — врач-психиатр, д-р мед. наук, профессор кафедры психиатрии и наркологии Первого Московского государственного медицинского университета им. И. М. Сеченова.
- Александр Сыроватко — археолог (специалист по эпохе викингов и тёмных веков на территории современной России), канд. ист. наук, директор Коломенского археологического центра.
- Пётр Талантов — врач по образованию (ординатура по специальности «эндокринология»), научный журналист, член Комиссии РАН по противодействию фальсификации научных исследований, лауреат премии «Просветитель» (2019), автор научно-популярной книги «0,05. Доказательная медицина от магии до поисков бессмертия».
- Олег Угольников — астроном, канд. физ.-мат. наук, старший научный сотрудник Института космических исследований РАН.

Сведения о номинантах:
| Номинант                       | Описание (по версии организаторов антипремии) | Примечания                                                          |
| ------------------------------ | --- | ------------------------------------------------------------------- |
| Гундаров Игорь Алексеевич      | Советский и российский врач, специалист в области эпидемиологии и медицинской статистики, демографии, философии. Кандидат философских наук, доктор медицинских наук, профессор. Главный научный сотрудник НИИ общественного здоровья и управления здравоохранением Московской медицинской академии им. И. М. Сеченова, Академик общественной академии РАЕН, председатель Ассоциации независимых ученых «Россия XX—XXI». Является автором нетрадиционного направления профилактической медицины — «эпидемиологии духовности». Согласно этой концепции, причиной роста количества заболеваний и смертности в России 90-х является «духовное неблагополучие». Утверждает, что пандемия коронавируса похожа на спектакль, разыгранный ВОЗ; у 80 % населения и так есть коронавирус; грипп и коронавирус являются конкурентами, прививками от гриппа удалось подавить грипп и его место занял коронавирус, а следовательно, прививки от гриппа — зло; самоизоляция и средства индивидуальной защиты как средства борьбы с коронавирусом не нужны; чтобы справиться с коронавирусом, достаточно иметь хорошее настроение, которое повышает иммунитет и т. п.                                                      |                                                                     |
| Клёсов Анатолий Алексеевич     | Биохимик, специалист в области полимерных композиционных материалов, биомедицины, ферментативного катализа. Доктор химических наук, профессор, лауреат премии Ленинского комсомола и Государственной премии СССР. Автор ДНК-генеалогии. Утверждает, что Русская равнина — прародина человечества. Является автором публикаций о предполагаемом праславянском происхождении тех народов, которых он называет «легендарными ариями». Оперирует понятием «научный патриотизм», обвиняя научных оппонентов в замалчивании исторической роли русских и других славян. Автор ряда книг по ДНК-генеалогии, в том числе: «Ваша ДНК-генеалогия. Узнай свой род» и «Кому мешает ДНК-генеалогия? Ложь, инсинуации, и русофобия в современной российской науке». Снялся в фильме писателя-сатирика Михаила Задорнова «Рюрик. Потерянная быль» в качестве эксперта. |                                                                     |
| Кунгуров Алексей Иванович      | Альтернативный историк, конспиролог, отставной военный (майор). Автор серии видео «Искажение истории — способ управления сознанием», в которых утверждает, что в начале XIX века была ядерная война, средневековые доспехи невозможно сделать без кузнечно-прессового оборудования, атланты Эрмитажа сделаны из геополимерного бетона, до XX века в мире не было других государств, кроме государства Общероссийского и т. п. В настоящий момент активно продвигает идею искусственности гор, рек, ландшафтов планеты Земля. |                                                                     |
| Латынина Юлия Леонидовна       | Российская журналистка, писательница, теле- и радиоведущая, колумнистка. Автор романов в жанрах политической фантастики и политико-экономического детектива. В журналистике известна как политический обозреватель и экономический аналитик. Кандидат филологических наук. Автор ряда публикаций, в которых в наукообразной форме популяризирует «климатический скептицизм»: антропогенного потепления нет, зато есть заговор продажных климатологов. |                                                                     |
| Михалков Никита Сергеевич      | Советский и российский киноактёр, кинорежиссёр, сценарист и продюсер. Трижды лауреат Государственной премии РФ (1993, 1995, 1999) и премии Ленинского комсомола (1978). Лауреат премии «Оскар» (1995). Ведет видеоблог «Бесогон ТВ», в котором, в числе прочего, пропагандирует конспирологические теории. В ролике «У кого в кармане государство?» (более 6 млн просмотров на Youtube) сообщил зрителям о коварных планах Билла Гейтса и его «Клуба» по сокращению населения Земли с помощью принудительных прививок; о чипировании, с помощью которого человек превращается в управляемого робота; о том, что длительная изоляция и дистанционное обучение внедряются, вероятно, с целью создания «цифровой зависимости». | Финалист; член-корреспондент ВРАЛ.                                  |
| Прокопенко Игорь Станиславович | Российский документалист, журналист, телеведущий, писатель и создатель развлекательных программ, заместитель генерального директора по документальным и публицистическим проектам телекомпании «РЕН ТВ», семикратный лауреат премии ТЭФИ. Член-корреспондент ВРАЛ (2017). Автор множества псевдонаучных телефильмов в циклах «Территория заблуждений», «Самые шокирующие гипотезы» и др. Тематика фильмов — «древние цивилизации», инопланетяне, Атлантида, плоская Земля, «заговор врачей» и т. п. По мнению редакции антипремии ВРАЛ, именно под руководством кандидата название «РЕН ТВ» стало для многих символом мракобесия, пропаганды конспирологии и неэтичной работы в тележурналистике. Также является автором не менее 70 книг, построенных по тому же принципу, что и телепередачи, издаваемых огромными тиражами. Уже успел написать две книги про коронавирус. Считает, что развивает «новое научно-популярное направление в документальном кино». | Финалист; член-корреспондент ВРАЛ (повторно, впервые — в 2017 году) |
| Сундаков Виталий Владимирович  | Путешественник, писатель, «эксперт по выживанию», действительный член Академии проблем сохранения жизни. Основал «Славянский кремль» — комплекс построек «в память о Предках великих, во славу Земли русской», с целью «формирования национально-территориальной культуры российского общества», где под видом «культуры славян» пропагандируются идеи неоязычества и «альтернативной истории». На Youtube известен выступлениями, в которых «разоблачает абсурд официальной истории», «несостоятельность современной науки». Основал «Русскую школу русского языка», целью которой является «возрождение Золотого языка, древних знаний и воззрений наших далёких предков». |                                                                     |
| Червонская Галина Петровна     | Кандидат биологических наук. Вирусолог. Активный деятель антивакцинаторского движения, один из лидеров антипрививочников в России. Член Российского национального комитета по биоэтике РАН. Хорошо владея научной терминологией, убедительно отговаривает молодых родителей от вакцинации. Автор «антипрививочных» книг. | Победитель; почетный академик ВРАЛ—2020.                            |
| Четверикова Ольга Николаевна   | Кандидат исторических наук, доцент, член Союза писателей России, директор Центра геополитики Института фундаментальных и прикладных исследований МосГУ. С сентября 1998 г. по август 2019 г. преподавала в МГИМО МИД России. Постоянный эксперт канала «День-ТВ» (видео набирают сотни тысяч и даже миллионы просмотров). Автор ряда книг (последняя книга — «Цифровой тоталитаризм. Как это делается в России»). В своих многочисленных видео и книгах Ольга Четверикова запугивает зрителей грядущей цифровизацией и «электронным концлагерем», в который хочет ввергнуть нас рвущаяся к власти мировая закулиса («цифровики», глобальные финансовые элиты, масоны, сионисты, мировое правительство), желающая взять под контроль суверенную Россию и превратить людей в послушных рабов, заменить их «искусственным интеллектом». Необходимо сопротивляться «цифровому государству» и возвращаться к традиционным ценностям, к нашей исконной православной вере. Среди тем, фигурирующих в выступлениях Четвериковой в последнее время — опасность 5G и вакцин, «ковидафера», чипирование. Своими теориями Четверикова охотно делилась со студентами на лекциях по истории, будучи преподавателем МГИМО. |                                                                     |
| Чудинов Валерий Алексеевич     | Доктор философских наук, профессор, специалист по философским вопросам естествознания. Стал известен благодаря расшифровке «рунических надписей», обнаруженных им на самых неожиданных местах, включая поверхность Луны и Солнца. Чудинов считает, что «славянская ведическая цивилизация» возникла задолго до всех прочих известных цивилизаций. Кроме того, он удревняет эпоху возникновения конкретно русского (а не праславянского) языка вплоть до палеолита. Основным методом исследований Чудинова является пристальное рассмотрение фотографий исторических изображений и предметов, изучение их мелких деталей для поиска скрытых или затёршихся от времени текстов. Для поиска огромных надписей (геоглифов) в разных частях света пользуется Google Earth. |                                                                     |

### 2021
Шестая церемония вручения антипремии «Почётный академик ВРАЛ» прошла 25 декабря 2021 г.
- Ашихмин Ярослав Игоревич — кандидат медицинских наук, терапевт, кардиолог, автор более 80 научных публикаций.
- Бирюков Антон Владимирович — к.ф.-м.н., старший научный сотрудник Государственного Астрономического Института им. П. К. Штернберга МГУ (ГАИШ МГУ).
- Бурлак Светлана Анатольевна — доктор филологических наук, профессор РАН, старший научный сотрудник Института востоковедения РАН
- Вибе Дмитрий Зигфридович — доктор физико-математических наук, заведующий отделом физики и эволюции звёзд Института астрономии РАН, профессор РАН
- Денисов Дмитрий Вадимович — к.т. н., доцент ИРИТ-РТФ Уральского Федерального Университета. Инженер, специалист по высокочастотному анализу группы компаний ПЛМ-Урал. Автор более 40 научных статей и более 100 статей научно-популярной тематики
- Лесков Константин Сергеевич — PhD, Research Scientist, Кейс-Вестерн-Резерв университет, Department of Molecular Biology and Microbiology
- Назаренко Кирилл Борисович — доктор исторических наук, профессор, председатель учебно-методической комиссии и заместитель директора института истории СПбГУ.
- Наймарк Елена Борисовна — доктор биологических наук, российский биолог, палеонтолог, популяризатор науки, ведущий научный сотрудник Палеонтологического института им. А. А. Борисяка
- Панчин Александр Юрьевич — биоинформатик, кандидат биологических наук, старший научный сотрудник Института проблем передачи информации им. А. А. Харкевича РАН, лауреат премии «Просветитель» за книгу «Сумма биотехнологии»
- Парамонов Алексей Дмитриевич — кандидат медицинских наук, гастроэнтеролог, терапевт, генеральный директор клиники «Рассвет»
- Пиперски Александр Чедович — лингвист, к.ф.н., научный сотрудник и старший преподаватель факультета гуманитарных наук НИУ ВШЭ. Лауреат премии «Просветитель» (2017) за книгу «Конструирование языков. От эсперанто до дотракийского»
- Полибин Роман Владимирович — кандидат медицинских наук, доцент, заместитель директора по научной работе Сеченовского Университета, автор более 60 научных публикаций
- Поликарпов Сергей Аркадьевич — доктор медицинских наук, заведующий отделением онкохирургии Клинического госпиталя Лапино
- Сварник Ольга Евгеньевна — кандидат психологических наук, научный сотрудник лаборатории системной психофизиологии им. В. Б. Швыркова Института психологии РАН
- Селезнев Юрий Васильевич — доктор исторических наук, доцент кафедры истории России Воронежского университета
- Сиволап Юрий Павлович — доктор медицинских наук, профессор кафедры психиатрии и наркологии Первого Московского государственного медицинского университета им. И. М. Сеченова, автор свыше ста научных статей, монографий и клинических руководств
- Спиридонов Владимир Феликсович — доктор психологических наук, профессор, зав. лабораторией когнитивных исследований факультета психологии ИОН РАНХиГС

#### Общая номинация (ВРАЛ)
| Номинант                     | Описание (по версии организаторов антипремии) | Примечания                              |
| ---------------------------- | --- | --------------------------------------- |
| Асов Александр Игоревич      | Российский писатель, журналист, популяризатор якобы древних текстов славянской мифологии. Автор книг по славянской фолк-хистори, а также переводов, в том числе «Велесовой книги», которую учёные считают подделкой. Создал и распространяет свою версию происхождения славян, называя их «ариями», «белой расой». Уфолог. Сторонник теории палеоконтакта. |                                         |
| Клёсов Анатолий Алексеевич   | Доктор химических наук, профессор. В настоящее время получил известность как автор «ДНК-генеалогии», пропагандируемой им в качестве новой науки, изучающей миграции популяций и генетическую историю человечества. Вследствие некорректности теоретических основ ДНК-генеалогии, её методов и выводов, специалистами эта концепция признана псевдонаучной. |                                         |
| Курпатов Андрей Владимирович | Психотерапевт, российский телеведущий и продюсер. Используя термины «информационная псевдодебильность» и «цифровой аутизм», утверждает, что человек стал потреблять много информации, но перестал думать, в результате чего, при здоровом мозге, у человека все признаки отсталости как при клиническом диагнозе «дебильность». Утверждает, что использование смартфонов увеличивает риск суицида. Для обоснования своей позиции умело смешивает факты, гипотезы, спорные исследования и спекуляции. | Победитель, почётный академик ВРАЛ-2021 |
| Лоза Юрий Эдуардович         | Советский и российский автор-исполнитель, певец, композитор. В последние годы обрёл известность как популяризатор конспирологических идей и «теории плоской Земли». Также выступает в поддержку гомеопатии, идей мирового заговора, альтернативной истории, «лунного заговора». |                                         |
| Мысливец Антон Александрович | Блогер, владелец популярного youtube-канала «Крамола», продвигающего лженауку и конспирологию. «Крамола» — один из популярнейших псевдонаучных каналов в русском Youtube, видео собирают миллионы просмотров. Это своего рода агрегатор мракобесных идей из всех областей науки, имеющий ярко выраженные коммерческие цели. | Финалист, член-корреспондент ВРАЛ       |
| Тен Виктор Викторович        | Российский писатель, кандидат философских наук. Автор радикального варианта теории «водной обезьяны» — концепции о происхождении человека от древних дельфинов. Обезьяноподобных предков человека, соответственно, отрицает, как и значительную часть современной биологии. Кроме того, кандидат рассуждает о нейрофизиологии, теологии, истории, составил собственный «Историко-этимологический словарь русского языка».                                                                            |                                         |
| Четверикова Ольга Николаевна | Кандидат исторических наук, доцент, писатель, преподаватель вуза. В многочисленных видео и книгах запугивает зрителей грядущей цифровизацией и «электронным концлагерем», в который хочет ввергнуть нас рвущаяся к власти мировая закулиса. Среди тем, фигурирующих в выступлениях Четвериковой в последнее время,— опасность 5G и вакцин, «ковидафера», чипирование. | Финалистка, член-корреспондент ВРАЛ     |
| Чудинов Валерий Алексеевич   | Доктор философских наук, профессор. Стал известен благодаря расшифровке «рунических надписей», обнаруженных им в самых неожиданных местах, включая поверхность Луны и Солнца. В. А. Чудинов считает, что «славянская ведическая цивилизация» возникла задолго до всех прочих известных цивилизаций. Уверяет, что тысячи лет назад представители «русского ведизма» владели космонавтикой на невероятном уровне.                                                                                      |                                         |

#### Медицинская номинация (АПЧХИ)
| Номинант                      | Описание (по версии организаторов антипремии) | Примечания                               |
| ----------------------------- | --- | ---------------------------------------- |
| Воробьёв Павел Андреевич      | Доктор медицинских наук, профессор. Основал Медицинское бюро Павла Воробьёва «Клиника ответственного самолечения», где предлагает собственную методику лечения COVID-19 «с эффективностью 99 %». Пропагандирует идею, что ковид — это не ОРВИ, а васкулит. Отрицает эффективность масок. Отрицает эффективность вакцинации. В 2020 году утверждал, что пандемия COVID-19 — «фейк», международная афера. |                                          |
| Гундаров Игорь Алексеевич     | Доктор медицинских наук, кандидат философских наук, специалист в области эпидемиологии и медицинской статистики. Автор нетрадиционного направления профилактической медицины — «эпидемиологии духовности». Выступил активным популяризатором сомнительных и опасных идей, например: у 80 % населения и так есть коронавирус; самоизоляция и средства индивидуальной защиты не нужны; чтобы справиться с коронавирусом, достаточно иметь хорошее настроение, которое повышает иммунитет, и др. |                                          |
| Иванов Денис Викторович       | Доктор медицинских наук, профессор. Активный борец с вакцинацией. Считает, что использование иммунобиологических препаратов является недопустимым. Утверждает, что болеют и умирают в основном вакцинированные от коронавируса. |                                          |
| Мясников Александр Леонидович | Врач-кардиолог, кандидат медицинских наук, телеведущий. В выступлениях неоднократно высказывался о невысокой опасности коронавируса, что маски не защищают, а только создают «ложное ощущение безопасности», что защищать от коронавируса нужно только людей старше 65. Правда, в 2021 году позицию поменял. | Финалист, в членстве отказано            |
| Редько Александр Алексеевич   | Врач, хирург, доктор медицинских наук, общественный деятель. Ведёт широчайшую антипрививочную пропаганду, демонстрируя незнание основ биологии, не говоря уже об эпидемиологии и инфекционных болезнях. По его мнению, пандемии не существует, маски неэффективны, вакцины не проверены, могут привести к генетическим мутациям и иммунодефициту, вакцинация от коронавируса приводит к смерти. В издании «Вестник новых медицинских технологий» российского поэта, писателя и видеоблогера Тюняева Андрея Александровича автора лженаучной теории «Оргазнимика», отрицающего существование ДНК, появилась статья за авторством Редько «О механизме действия современных иммунобиологических препаратов» в которой рассказывают об опасности применения вакцин для профилактики COVID-19, которые авторы сравнивают с генной терапией, указывая на наличие графена в их составе. Информация о наличии в вакцине Pfizer гидроксида графена не подтвердилась. | Победитель, почётный академик АПЧХИ-2021 |
| Шукшина Мария Васильевна      | Заслуженная артистка РФ. С 2020 года популяризирует идею о том, что вакцинирование ведет человечество в цифровой концлагерь и к Апокалипсису. Инициировала ряд круглых столов, посвященных вакцинации от ковида, ставших сборищем антипрививочников и ковид-диссидентов и немало способствовавших популяризации опасных для здоровья населения идей. | Финалистка, член-корреспондент АПЧХИ     |

1. ↑  Первый в истории премии случай, когда несколько приглашённых экспертов высказались за снятие финалиста, мотивировав это тем, что Александр Мясников никогда не выступал против вакцинации от COVID-19, а по другим медицинским вопросам, таким как эффективность медицинских масок и опасность COVID-19, к 2021 году изменил свое мнение. В связи с этим было принято «беспрецедентное решение» — отказать номинанту в членстве в академии.

### 2022
В 2022 году в связи с «сильной напряжённостью внутри общества» и «тревожной ситуацией» выборы в академию было решено не проводить.

### 2023
Седьмая церемония вручения антипремии «Почётный академик ВРАЛ» прошла 17 февраля 2024 года.

#### Естественнонаучная номинация (ВРАЛ НАРАЕНЕ)
- Евгений Александров — Академик РАН, доктор физ-мат. наук, заведующий лабораторией “Радиооптической спектроскопии атомов и молекул” в Физико-техническом институте им. А.Ф.Иоффе, председатель Комиссии РАН по борьбе с лженаукой
- Юрий Березкин — д.и.н., специалист по сравнительной мифологии, заведующий Отделом Америки Музея антропологии и этнографии (Кунсткамера) РАН.
- Динара Бикулова — к.ф.-м.н., Сотрудник Главной (Пулковской) астрономической обсерватории, участник научно-просветительского проекта “Поехали!”
- Екатерина Виноградова — к.б.н., доцент Биологического Факультета СПбГУ,
- Дмитрий Дубовиков — к.б.н., доцент кафедры прикладной экологии СПбГУ специалист в области палеоэнтомологии и палеоэкологии, руководитель научной группы PaleoEcoAnt lab СПбГУ
- Наталья Ефимова — к.ф.-м.н., научный сотрудник Главной (Пулковской) астрономической обсерватории Российской академии наук
- Антон Бирюков — старший научный сотрудник Государственного Астрономического Института им. П.К. Штернберга МГУ
- Светлана Боринская — д.б.н., генетик
- Игорь Дмитриев — д.х.н., ст. н. сотр. СПб Филиала Института истории естествознания и техники им. С.И.Вавилова РАН
- Тамара Кузнецова — д.б.н., главный научный сотрудник лаборатории физиологии ВНД Института физиологии им. И.П. Павлова РАН, руководитель группы антропоидника
- Елена Наймарк — д.б.н., ведущий научный сотрудник Палеонтологического института им. А.А.Борисяка
- Денис Туманов — к.б.н., старший преподаватель кафедры зоологии беспозвоночных СПбГУ

| Номинант                        | Описание (по версии организаторов антипремии) | Примечания                                                                                               |
| ------------------------------- | --- | --- |
| Белов Александр Иванович        | Российский писатель, сторонник так называемой «инволюционной теории». Называет себя палеоантропологом. Частый гость канала РЕН-ТВ. Автор множества книг. Утверждает, что жизнь на Земле возникала много раз и всякий раз в совершенной форме. В том числе так, «сразу и вдруг», на нашей планете появлялись разумные существа. Люди (Homo sapiens) — не результат эволюции, а процесс деградации от более развитых существ — переселенцев из других звездных миров. Все прочие животные произошли от людей. | |
| Вертьянов Сергей Юрьевич        | Российский антиэволюционист, популяризатор младоземельного креационизма. Также известен под псевдонимами Ва́льшин и Воробьёв, настоящая фамилия Кузнецов. Писал положительные рецензии на собственные книги под псевдонимом «Вальшин». Получил известность как автор учебника «Общая биология» для 10—11-х классов «с преподаванием биологии на православной основе», вызвавшего жёсткую научную критику. В учебнике автор пытается совместить современную биологию с буквалистской трактовкой христианского Сотворения Мира за 6 дней. | В почётные академики ВРАЛ НАРАЕНЕ приняты трое: Вертьянов, а также два его псевдонима Ва́льшин и Воробьёв |
| Клёсов Анатолий Алексеевич      | Химик, специалист в области полимерных композиционных материалов, ферментативного катализа. Доктор химических наук, профессор, лауреат премии Ленинского комсомола и Государственной премии СССР. В настоящее время получил известность как автор «ДНК-генеалогии», пропагандируемой им в качестве новой науки, изучающей миграции популяций и генетическую историю человечества. Вследствие некорректности теоретических основ пропагандируемой Клесовым ДНК-генеалогии, её методов и выводов, специалистами эта концепция признана псевдонаучной (в отличие от научно обоснованных подходов к анализу ДНК для реконструкции истории миграций). | Финалист, член-корреспондент ВРАЛ НАРАЕНЕ                                                                |
| Коротков Константин Геннадьевич | Доктор технических наук, профессор, ведущий научный сотрудник сектора комплексных компьютерных технологий ФГБУ «Санкт-Петербургский научно-исследовательский институт физической культуры», президент международного союза медицинской и прикладной биоэлектрографии. Является автором 9 книг, более 200 научных статей, 18 патентов. Разработанный номинантом метод — газоразрядная визуализация (ГРВ), по утверждению разработчика, позволяет в реальном времени наблюдать энергетическое поле человека — ауру — и её реакции на разнообразные воздействия.                                                                                    | |
| Лир Юрий Рубинович              | Военный инженер. Автор ютуб-канала с более 100 тыс. подписчиков. Музыкант и поэт. Псевдоним: Астрон Активно занимается борьбой с т. н. «химиотрассами» или «химтрейлами». Популяризирует идею, что и современные самолёты и даже НЛО во время полётов разбрызгивают специальные токсичные субстанции, которые отрицательно сказываются как на психике людей, так и на их физическом здоровье. Запугивает своих подписчиков «Тайной космической программой», целью которой является порабощение человечества инопланетянами, планирующими использовать землян в качестве пищевого ресурса.                                                        | |
| Лоза Юрий Эдуардович            | Советский и российский автор-исполнитель в жанре бард-рок, певец, композитор, поэт-песенник, музыкальный критик, общественный деятель. Несколько лет назад привлёк внимание к своей персоне рядом выступлений, в которых озвучил лженаучные и конспирологические идеи о плоской Земле. | Финалист, член-корреспондент ВРАЛ НАРАЕНЕ                                                                |
| Тиртха Андрей                   | Изобретатель и исследователь, ищущий свободную энергию. Ютуб-блогер с более чем 500 тыс. подписчиков на основном канале. Сертифицированный гипнолог. Номинант специализируется на изобретении вечных двигателей, систем бесплатного отопления, а также обзором и продвижением чужих схем вечных двигателей в своих роликах с кликбейтными названиями, набирающими миллионы просмотров. | |
| Тюняев Андрей Александрович     | Писатель, поэт и журналист. Псевдофизик, псевдоисторик, конспиролог. Основатель некоммерческой организации «Академия фундаментальных наук „Организмика“». Андрей Тюняев написал ряд книг, в том числе «Организмика — новая фундаментальная наука. Начала», «Древнейшая Русь. Сварог и сварожьи внуки», «История возникновения мировой цивилизации», «Вакуум. Концепция, строение, свойства», «Настоящая история. Рептилоиды: друзья или враги?». А. Тюняев делает неожиданные открытия в самых разных областях науки: биологии, физике, астрономии.                                                                                              | |

#### Медицинская номинация (АПЧХИ)
- Валентин Ковалёв — врач-инфекционист, педиатр, специалист по иммунопрофилактике, заведующий отделением Федерального центра
- Денис Лебедев — к.м.н., врач-эндокринолог клиники “Эксперт”, руководитель отделения эндокринологии ТВОЙ doc, автор научно-популярной книги “Понимая диабет”
- Ольга Лоскутова — к.м.н.,  педиатр, ревматолог, организатор НЕКонференции
- Антонина Обласова — руководитель АНО «Коллективный иммунитет», автор научно-популярного блога «Антонина О. Вакцинах»
- Мария Прашнова — к.м.н., гастроэнтеролог-гепатолог, доцент СПбГУ, главный врач Клиники “Эксперт”
- Полина Шило — врач-онколог, Исполнительный директор Высшей школы онкологии
- Юрий Сиволап — психиатр, д.м.н., профессор кафедры психиатрии, психотерапии и психосоматической патологии ФНМО МИ РУДН
- Фёдор Катасонов — педиатр, популяризатор доказательной медицины, автор книги и канала «Федиатрия»
- Сергей Поликарпов — хирург-онколог, д.м.н., профессор, Сеченовский Университет
- Ольга Деревянко — эндокринолог, к.м.н., зав. отделением эндокринологии Клиники Фомина
- Елена Трубачёва — клинический фармаколог, реабилитолог, автор «Азбуки антибиотикотерапии»

| Номинант                     | Описание (по версии организаторов антипремии) | Примечания                           |
| ---------------------------- | --- | ------------------------------------ |
| Беляевская Евгения Игоревна  | Травница, натуропат. Учредитель ООО «Байкалдар», занимающегося сбором и продажей травяных сборов. Наличие медицинского образования подтвердить не удалось. С помощью травяных «комплексных протоколов по льготным ценам» обещает исцеление от онкологических заболеваний, СПИД и ВИЧ, анемии, кандидоза и др. Рекомендует заменить вредные антибиотики чудодейственным испанским мхом. Лечит диабет и гепатиты кедровой губкой. Утверждает, что болезней не существует, а СПИД, онкозаболевания, шизофрения, бесплодие и т. п. — это адаптации в процессе эволюции. | Финалистка, член-корреспондент АПЧХИ |
| Евдокименко Павел Валерьевич | Практикующий врач-ревматолог; невролог; академик российской Академии медико-технических наук (АМТН РФ, бывшего Всесоюзного медико-технического общества), автор 12 книг. На сегодняшний день, в сумме, продано около миллиона книг доктора Евдокименко. На его ютуб-канале «Разумная медицина» более 5,5 млн подписчиков! Консультировал и преподавал терапию на кафедре внутренних болезней Российского университета дружбы народов. Часто выступает в качестве эксперта в различных телепередачах практически на всех центральных каналах ТВ. В том числе на «Первом», на телеканале «Россия», НТВ, ТВЦ, «Домашний» и др. Вёл еженедельные авторские передачи на ТВ и радио. | Победитель, почётный академик АПЧХИ  |
| Кармацкий Тимофей Юрьевич    | Врач-невролог. Окончил Челябинскую медицинскую академию в 2006 году. Работал в районной больнице, разочаровался в «официальной медицине», понял, что все болезни «от нервов» и занялся «натуральными и естественными способами оздоровления человека». Автор ютуб-канала с 1 млн. 370 тыс. подписчиков и телеграм-канала с 138 тыс. подписчиков, на которых харизматично популяризирует психосоматическую «Германскую новую медицину», которую дополняет псеводнаучными идеями о закислении организма, вездесущих паразитах и вредности хлеба и молока. Эти идеи номинант аккумулировал в книге «Доказательная психосоматика». Ролики с кликбейтными названиями типа «1 СЕКРЕТ и печень, как в 20 лет» набирают миллионы просмотров. |                                      |
| Магеря Илья Юрьевич          | Врач-эндокринолог, руководитель Клиники гормонального здоровья Магеря. В социальных сетях на момент публикации суммарно более 1 млн подписчиков. Спустя несколько лет после окончания интернатуры по эндокринологии номинант начал в соцсетях активно критиковать общепризнанные стандарты лечения широкого спектра болезней. Вместо зашоренной медицины стандартов, номинант делится собственными знаниями о природе и лечении болезней. Судя по отзывам, пациентам, которых часто консультирует дистанционно, номинант предписывает сдать многочисленные анализы, по итогам которых назначает большое количество БАДов и авторских травяных сборов. Пропагандирует антипаразитарные чистки. Известен и более экзотическими рекомендациями. | Финалист, член-корреспондент АПЧХИ   |
| Самарина Мария Борисовна     | Эксперт по работе с подсознанием и энергетикой человека. Президент Всемирной Организации Осознанности и Человеческого Потенциала (WCHPO). «Эксперт № 1 в Рунете по активации максимального потенциала». Училась на мехмате НГУ, затем основала маркетинговое агентство. Утверждает, что прошла обучение в Стэнфорде. Создала «Методику спирального развития», в основе которой «работа мозга, даосские и буддийские практики». Утверждается, что программу прошли 30 тысяч учеников из России и США. В команде работают «учёные, психологи и биоэнергеты». По словам номинанта, методика подкреплена научными исследованиями международных университетов. |                                      |
| Шишова Ольга Ивановна        | Окончила Ленинградский санитарно-гигиенический медицинский институт имени Мечникова. Называет себя профессором, «Доктором Медицины в области альтернативной медицины». Главный врач учебно-оздоровительного центра «Целиус». По её словам, изучала гематологию, паразитологию, биохимию, цитологию и прочее. Утверждает, что разработала собственную методику по диагностике и оздоровлению пациентов с использованием натуропатических методов на основе изучения жидкостей организма: крови, слюны, мочи. Кроме того, разработала систему похудения, «основываясь на индивидуальной совместимости пациентов к определённым продуктам питания». Продвигает ряд лженаучных и устаревших идей в медицине: «закисление организма», «вибрации», диагностика по «живой капле крови», гирудотерапия, восстановление ауры, дырявый кишечник, остеопатия... |                                      |

### 2024

#### Интернет-номинация (ОБЛВАН)
| Номинант Подписчики                            | Описание (сокращённый анонс на YouTube-канале «Антропогенез») | Примечания                                                                 |
| ---------------------------------------------- | --- | -------------------------------------------------------------------------- |
| AISPIK 459 тыс. YT                             | Автор Олег Павлюченко утверждает, что для воссоздания реального прошлого применяет «криминалистический метод установления истины путем логики и сравнения известных подобий». Как сообщает автор: «По моей гипотезе на Земле до нас последовательно существовали мегалитическая, античная и межпотопная цивилизации. Каждая из них после глобальной катастрофы в малом числе возрождалась и населяла планету при помощи искусственного антропогенеза»...                                                                                 |                                                                            |
| John Connor 478 тыс. YT                        | Автор Евгений освещает темы, любимые альтернативными историками. В XIX веке случилась страшная катастрофа, произошла ядерная война или иной планетарный катаклизм, засыпавший первые этажи домов в городах. Другие темы: загадочные крепости-звёзды; оружие великанов и тайны Ватикана; древние греки были славянами; наши предки владели невероятными технологиями; на Руси до 17 века не было христианства... |                                                                            |
| Исторический Вольнодумец 529 тыс. YT           | Автор Михаил Камушкин читает разные источники, разглядывает старые карты, ездит в турпоездки и, отобрав нужные факты и проигнорировав другие, доносит до зрителей свои досужие мысли по поводу прочитанного и увиденного. Характерный ход рассуждения: правды мы всё равно не узнаем, историки врут. Все источники ненадёжны, и «Слово о полку Игореве» по достоверности не отличается от «Велесовой книги». Почему бы тогда не предположить, что всё было так, как я сейчас расскажу?                                                   | Финалист, мастер ОБЛВАН                                                    |
| Народное славянское радио 346 тыс. YT          | Проект, продвигающий псевдоисторические идеи с сильным националистическим уклоном. От нас скрывают Великую Тартарию, императором которой был Чингисхан. Надо изучать магические знания волхвов. Романовы и немцы сфальсифицировали историю Руси. Раса гигантов погибла вместе с Атлантидой. Глобалисты хотят сделать из славян рабов, заменить людей искусственным интеллектом. | Победитель, гуру ОБЛВАН-2024                                               |
| ОСОЗНАНИЕ 1,94 млн YT                          | Канал c аудиторией почти 2 млн подписчиков не предлагает новых идей, а скорее пересказывает уже существующие лженаучные теории в максимально «хайповой» манере. Характерные названия роликов: «Историкам нельзя это исследовать. 10 гигантов, живущих в наше время», «Секрет Суворова, о котором молчат», «Учёные в ступоре. 7 реальных случаев путешествий во времени» | Финалист, мастер ОБЛВАН                                                    |
| Потерянное прошлое 820 тыс. TG                 | Telegram-канал каждый день публикует по нескольку постов на самые разные темы: загадочные артефакты, древние высокоразвитые цивилизации, лунный заговор, «Элвис Пресли не умер», засекреченные технологии, кто устроил пожары в Лос-Анджелесе... Встречаются элементы псевдофизики и прочих псевдодисциплин, нагнетается конспирология. |                                                                            |
| Председатель СНТ 768 тыс. YT                   | Автор Илья Герасимов очень избирательно читает исторические источники, вольно интерпретируя факты и делая на их основе неожиданные обобщения типа: в Европе были гонения на евреев, в России преследовали староверов. Те и другие чем-то похожи. Так может быть, староверы и евреи — это одно и то же? Задаёт смелые вопросы типа «А почему в Большом театре 19 века не было туалетов?», но не пытается разобраться и восполнить заметные пробелы в своих знаниях, а лишь убеждает себя и своих зрителей: вся история — «огромная ложь». | Внештатный корреспондент ОБЛВАН, дисквалифицирован за активную саморекламу |
| Протоистория с Николаем Субботиным 371 тыс. YT | Тематика проекта — «Тайны древней истории, экспедиции, аномальные явления, загадки прошлого, познание непознанного». Канал отличается крайней плодовитостью: за последний месяц вышло три десятка видео продолжительностью от 15 минут до полутора часов. Автор Н. Субботин, в том числе, произвёл более 60 фильмов для канала РенТВ. |                                                                            |

#### Медицинская номинация (АПЧХИ)
| Номинант                              | Описание (по версии организаторов антипремии) | Примечания                           |
| ------------------------------------- | --- | ------------------------------------ |
| Вишневский Михаил Владимирович        | Российский миколог, кандидат биологических наук. «Евангелист грибного биохакинга». Активно продвигает идеи медицинской профилактики и лечения грибами, включая т.н. «мухоморный микродозинг», заключающийся в регулярном употреблении ядовитых грибов в небольших дозах. Подобные практики не имеют научного обоснования и могут быть небезопасны. |                                      |
| Коновалов Сергей Сергеевич            | Известен как создатель «информационно-энергетического учения», согласно которому все болезни можно излечить особой энергией. Регулярно проводит платные сеансы массового исцеления в Москве и Санкт-Петербурге, собирая полные стадионы пенсионеров. Используя наукообразные рассуждения, а также имидж врача и ученого, взамен медицины и лекарств предлагает исцеление с помощью своих книг, буклетов, музыки и заряженной воды.                              | Финалист, член-корреспондент АПЧХИ   |
| Корнилова Елена Анатольевна           | Предлагает сотням тысяч подписчиков схемы приема БАДов для улучшения потенции, увеличения груди, замедления старения, лечения детских инфекций (кори и коклюша), лечения близорукости, герпеса, аллергического ринита, псориаза, варикозного расширения вен, туберкулеза и других опасных заболеваний, а также таких несуществующих заболеваний, как эстрогеновая доминантность. При этом, исследований, подтверждающих безопасность и эффективность БАДов нет. |                                      |
| Лукьянова Валерия Валерьевна (Аматуе) | Активно продает гайды, семинары и марафоны по омоложению и оздоровлению в комплекте с различными эзотерическими практиками (магией, таро, ясновидением и т.п.) В центре методики Аматуе — борьба с паразитами и грибками, вывод шлаков и слизей из организма, прием БАДов и сомнительных коктейлей (в составе которых, например, скипидар), а также авторские процедуры, информация о которых поступила из «нейронета» (астрала).                               | Финалистка, член-корреспондент АПЧХИ |
| Фролов Юрий Андреевич                 | Пропагандирует натуропатию и сыроедение. Активно продаёт инфопродукты о том, как природными методами исцелиться от широкого спектра заболеваний, включая бронхиальную астму, гипертонию, язву желудка, рак и, конечно же, глистов. Пугает своих подписчиков опасными вышками 5G, Wi-Fi-роутерами и микроволновками, попутно продавая устройства, защищающие от СВЧ-излучения.                                                                                   |                                      |
| Шишонин Александр Юрьевич             | Врач-педиатр, мануальный терапевт, учёный, публицист. Последовательно подрывает доверие многомиллионной аудитории своих подписчиков к общепризнанным методам лечения повышенного артериального давления (и других заболеваний), продвигая идеи отказа от вредной химии (таблеток от давления и холестерина) в пользу своих «уникальных методик», пугая побочными эффектами, рассказывая о глупых и продажных врачах.                                            | Почётный академик АПЧХИ-2024         |

## Критика
В 2018 году журналист Александр Невзоров критиковал премию за то, что в номинанты не включили религиозных деятелей.